# 言いたいことも言えずに
「言いたいことも言えずに」（いいたいこともいえずに）は、塚地武雅・堤下敦・梶原雄太の楽曲である。2005年8月31日にR and CよりDVD付きで発売されたシングルとして発売された。フジテレビ系『はねるのトびら』のコント「ブサンボマスター」から生まれた楽曲。

## 背景・リリース
「ブサンボマスター」は、塚地武雅（ドランクドラゴン）、堤下敦（インパルス）、梶原雄太（キングコング）の3人によるサンボマスターのパロディをコントに仕立て上げたもの。災難に見舞われた青年（西野亮廣（キングコング））の前に現れた3人が、「お兄さんの気持ちはねぇ、痛いほどよくわかるんですよ！」と言った後に、本作を披露するという内容で、計8回放送された。しかし、サンボマスターの3人の身体的特徴を過剰にデフォルメしたメイクにより、コントの放送が開始された2005年2月8日当初からサンボマスターのファンからの苦情が殺到。本家のサンボマスターも抗議し、後に塚地が番組内で謝罪する事態に発展した。
本作の発売にあたっては、やはりサンボマスターの所属事務所などからのクレームを受けており、アーティスト名義を「塚地武雅・堤下敦・梶原雄太」に変更したうえで発売となった。これについて、サンボマスターの山口隆は俺がそこに関われるんだったらまだしも、それもさせずに俺らの名前を使うわけでしょ？だから「やめてくれ！」って言って。曲も何も俺が関われないんだから。でもやめてくれなかったんだよね、結局ねと語っている。
2005年9月12日付のオリコン週間シングルランキングで最高位4位を獲得し、9週にわたってランクインした。

## メンバー
- 塚地武雅（つかじ むが、（ドランクドラゴン）1971年11月25日 - ）ボーカル・ギター担当。
- 堤下敦（つつみした あつし、（インパルス）1977年9月9日 - ）ベース担当。
- 梶原雄太（かじわら ゆうた、（キングコング）1980年8月7日 - ）ドラム担当。

## 収録曲
| #         | タイトル                                       | 作詞      | 作曲      | 編曲      | 時間 |
| --------- | ---------------------------------------------- | --------- | --------- | --------- | ---- |
| 1.        | 「言いたいことも言えずに」                     | M.KONDO   | SHIKAMON  | SHIKAMON  | 3:30 |
| 2.        | 「言いたいことも言えずに」(オリジナルカラオケ) |           |           |           | 3:26 |
| 合計時間: | 合計時間:                                      | 合計時間: | 合計時間: | 合計時間: | 6:56 |

| #  | タイトル                                         | 作詞 | 作曲・編曲 |
| -- | ------------------------------------------------ | ---- | ---------- |
| 1. | 「言いたいことも言えずに」(プロモーションビデオ) |      |            |